# Marco Verzaschi
Marco Verzaschi (Roma, 27 agosto 1959) è un politico italiano.

## Biografia
È laureato in Pedagogia. Successivamente consegue una laurea triennale in Scienze dell'Amministrazione, scrivendo un progetto di tesi su "il percorso della semplificazione normativa in Italia". Al termine degli studi magistrali consegue a pieni voti un Master di primo livello in Smart Public Administration presso la Link Campus University.
Nel 1986 venne eletto consigliere municipale a Roma tra le file della Democrazia Cristiana, poco dopo entrò nel consiglio d'amministrazione della municipalizzata nella nettezza urbana, l'AMNU (AMA). 
Con la fine della Prima Repubblica aderisce, nel gennaio del 1994, a Forza Italia e nell'anno successivo venne eletto consigliere della regione Lazio e Capogruppo Consiliare del partito. Nel 1996 entra nel Consiglio Comunale di Roma fondando il gruppo di Forza Italia nell'assemblea capitolina e contribuendo in maniera significativa al radicamento del partito di Berlusconi nella capitale e nella regione Lazio. Nel 1997 venne eletto dal primo congresso di FI, segretario della città di Roma. 
Riconfermato consigliere regionale nel 2000, durante l'amministrazione guidata da Francesco Storace, fu assessore all'ambiente (2000-2003) e alla sanità (2003-2005).
Contemporaneamente venne nominato Commissario per l'emergenza dei rifiuti per la Regione Lazio, con decreto del presidente del consiglio nel maggio del 2000; incarico mantenuto fino al maggio del 2005.
Riconfermato per la terza volta come consigliere dopo le elezioni regionali del 2005, nel luglio dello stesso anno, Verzaschi passò da Forza Italia all'UDEUR.
Alle elezioni politiche del 2006 era candidato alla Camera con la lista dell'UDEUR, ma non fu eletto; tuttavia, nel maggio dello stesso anno entrò nel secondo governo Prodi in qualità di sottosegretario alla Difesa, sostenendo l'attività del ministro Massimo D'Alema soprattutto nelle crisi del Kosovo, del Libano e dell'Afghanistan.
Il 7 dicembre 2007 rassegnò le dimissioni per "motivi strettamente personali" legati all'inchiesta giudiziaria che lo aveva coinvolto.

### Vicende giudiziarie
Il 10 dicembre 2007, tre giorni dopo le dimissioni dalla carica di sottosegretario, Verzaschi viene arrestato e sottoposto ad arresti domiciliari con l'accusa di corruzione e concussione nell'ambito di un'indagine sulle ASL di Roma.
L'accusa di corruzione è legata a una presunta tangente di 200 000 euro versata a Verzaschi da Anna Giuseppina Iannuzzi (detta ironicamente "Lady Asl") per accreditare presso la Regione il Centro Romano San Michele, una struttura con disponibilità di quasi 200 posti letto.
L'accusa di concussione è invece legata a una presunta consegna a Verzaschi di una tangente di 200 000 euro, nella primavera del 2004, da parte dell'imprenditore Renato Mongillo, titolare della società Security Service. La tangente, secondo l'accusa, era stata richiesta da Verzaschi a Mongillo in cambio dell'aggiudicazione di una gara d'appalto.
In seguito alla riforma del reato di concussione attuata dalla cosiddetta legge Severino, l'accusa di concussione contro Verzaschi viene riqualificata in induzione indebita a dare o promettere utilità.
Il 28 ottobre 2013 il Tribunale di Roma condanna Verzaschi a quattro anni di reclusione (di cui tre annullati dall'indulto) per induzione indebita a dare o promettere utilità. Viene invece dichiarata prescritta l'accusa di corruzione. 
Verzaschi ha annunciato ricorso in Appello. In questa sede fu dichiarata prescritta anche l'accusa legata alla vicenda Mongillo.